# Provincia Obispo Santistevan
La provincia Obispo Santistevan es una provincia de Bolivia, ubicada en el departamento de Santa Cruz y es una de las 112 provincias del país. La provincia cuenta con una población de 181 198 habitantes (INE 2012) de los cuales el 60,4% viven en la capital provincial Montero, que es la segunda ciudad más poblada e importante del departamento.

## Historia
Obispo Santistevan es una provincia en el Departamento de Santa Cruz en el centro-este de Bolivia. Fue creada por ley de 2 de diciembre de 1941, durante el gobierno de Enrique Peñaranda, separándose de la provincia de Warnes. Lleva ese nombre en homenaje al obispo boliviano José Belisario Santistevan Seoane (1843-1931), impulsor de la construcción de la Iglesia Catedral de la ciudad de Santa Cruz de la Sierra.

## Situación
Está situada en la porción central del departamento de Santa Cruz, tiene los siguientes límites:
- Al norte con la provincia de Guarayos, siendo su límite natural el curso del río Grande.
- Al sur con las provincias de Sara y Warnes.
- Al este, la provincia Ñuflo de Chaves, teniendo como límite el río Grande o Guapay.
- Al oeste, las provincias de Sara e Ichilo.

La provincia Obispo Santistevan, junto a Warnes, Sara e Ichilo, forman el llamado "Bloque de las provincias integradas del norte cruceño". A esta provincia se la conoce especialmente por ser agrícola y ganadera, constituyéndose como la mayor productora de alimentos de Bolivia con una tecnología altamente mecanizada, poseyendo los ingenios azucareros "Guabirá" en Montero, "UNAGRO" en Mineros y AGUAÍ en Fernández Alonso, con extensos cultivos de caña de azúcar, soya, maíz y arroz. También tiene en su jurisdicción territorial varios aserraderos, ingenios arroceros y desmotadoras de algodón.
Su bandera representa el color rojo la sangre derramada por lo héroes de su patria, Sus riquezas minerales y naturales de Bolivia. Las cinco estrellas representan los cinco municipios de la provincia Obispo Santistevan. También contiene la bandera de Santa Cruz.

## Geografía
La superficie es toda llana, sin ninguna alteración topográfica, con excepción de algunas ligeras depresiones hacia las riberas del río Grande. 
La provincia tiene una superficie de 3.673 km², y representa el 0,99% del departamento.

### Municipios y pueblos importantes
- Montero, 109.518 habitantes
- Mineros, 23.251 habitantes
- General Saavedra, 14.180 habitantes
- Fernández Alonso, 15.117 habitantes
- San Pedro, 19.103 habitantes

## Demografía
De acuerdo con el censo boliviano de 2024, la población de la provincia de Obispo Santistevan es de 196 101 habitantes.
La población de la provincia casi se ha duplicado en las últimas tres décadas:
| Año  | Habitantes | Fuente |
| ---- | ---------- | ------ |
| 1992 | 104 660    | Censo  |
| 2001 | 142 786    | Censo  |
| 2012 | 181 169    | Censo  |
| 2024 | 196 101    | Censo  |